# Чемпіонат Європи з футболу 2020 (статистика)
У статті наведена статистика чемпіонату Європи з футболу 2020.

## Бомбардири
У 51 матчі було забито 142 голи, у середньому 2.78 голи за гру.
Завдяки своїм голам на цьому турнірі Кріштіану Роналду став найкращим бомбардиром у списку чемпіонатів Європи з 14 голами.
5 голів
- Патрік Шик
- Кріштіану Роналду

4 голи
- Ромелу Лукаку
- Гаррі Кейн
- Карім Бензема
- Еміль Форсберг

3 голи
- Каспер Дольберг
- Рахім Стерлінг
- Джорджіньо Вейналдум
- Роберт Левандовський
- Альваро Мората
- Гаріс Сеферович
- Джердан Шачірі

2 голи
- Торган Азар
- Іван Перишич
- Міккель Дамсгор
- Йоакім Мехле
- Юссуф Поульсен
- Кай Гаверц
- Федеріко К'єза
- Чіро Іммобіле
- Лоренцо Інсіньє
- Мануель Локателлі
- Матео Пессіна
- Мемфіс Депай
- Дензел Дюмфріс
- Пабло Сарабія
- Ферран Торрес
- Роман Яремчук
- Андрій Ярмоленко

1 гол
- Марко Арнаутович
- Крістоф Баумгартнер
- Міхаель Грегорич
- Саша Калайджич
- Штефан Лайнер
- Кевін Де Брейне
- Тома Меньє
- Лука Модрич
- Мислав Оршич
- Маріо Пашалич
- Никола Влашич
- Томаш Голеш
- Мартін Брайтвайте
- Андреас Крістенсен
- Томас Ділейні
- Джордан Гендерсон
- Гаррі Магвайр
- Люк Шоу
- Йоел Пог'янпало
- Антуан Грізманн
- Поль Погба
- Леон Горецка
- Робін Гозенс
- Аттіла Фіола
- Андраш Шефер
- Адам Салаї
- Ніколо Барелла
- Леонардо Бонуччі
- Ваут Веггорст
- Езджан Аліоський
- Горан Пандев
- Кароль Лінетти
- Рафаел Геррейру
- Діогу Жота
- Артем Дзюба
- Олексій Міранчук
- Каллум Макгрегор
- Мілан Шкриняр
- Сесар Аспілікуета
- Емерік Ляпорт
- Мікель Оярсабаль
- Віктор Классон
- Брель Емболо
- Маріо Гавранович
- Ірфан Кахведжі
- Артем Довбик
- Олександр Зінченко
- Кіффер Мур
- Аарон Ремзі
- Коннор Робертс

Автоголи
- Сімон К'єр (проти Англії)
- Лукаш Градецький (проти Бельгії)
- Матс Гуммельс (проти Франції)
- Войцех Щенсний (проти Словаччини)
- Рубен Діаш (проти Німеччини)
- Рафаел Геррейру (проти Німеччини)
- Мартін Дубравка (проти Іспанії)
- Юрай Куцка (проти Іспанії)
- Педрі (проти Хорватії)
- Деніс Закарія (проти Іспанії)
- Меріх Демірал (проти Італії)

## Асистенти
4 передачі
- Стівен Цубер

3 передачі
- П'єр-Еміль Гейб'єрг
- Люк Шоу
- Марко Верратті
- Дані Ольмо

2 передачі
- Давід Алаба
- Кевін Де Брейне
- Тома Меньє
- Владімір Цоуфал
- Джек Гріліш
- Робін Гозенс
- Йозуа Кімміх
- Роланд Шаллаї
- Доменіко Берарді
- Леонардо Спінаццола
- Мемфіс Депай
- Доніелл Мален
- Рафаел Сілва
- Жорді Альба
- Жерар Морено
- Пабло Сарабія
- Пау Торрес
- Деян Калусевскі
- Андрій Ярмоленко
- Гарет Бейл

1 передача
- Конрад Лаймер
- Марсель Забітцер
- Луїс Шауб
- Еден Азар
- Дріс Мертенс
- Томас Вермален
- Матео Ковачич
- Андрей Крамарич
- Лука Модрич
- Мислав Оршич
- Іван Перишич
- Томаш Голеш
- Томаш Калас
- Андреас Корнеліус
- Міккель Дамсгор
- Матіас Єнсен
- Йоакім Мехле
- Єнс Ларсен
- Мейсон Маунт
- Келвін Філліпс
- Букайо Сака
- Рахім Стерлінг
- Кіран Тріпп'є
- Єре Уронен
- Антуан Грізманн
- Лукас Ернандес
- Кіліан Мбаппе
- Поль Погба
- Матс Гуммельс
- Адам Салаї
- Франческо Ачербі
- Ніколо Барелла
- Чіро Іммобіле
- Рафаел Толой
- Натан Аке
- Пшемислав Франковський
- Каміл Юзвяк
- Мацей Рибус
- Пйотр Зелінський
- Діогу Жота
- Кріштіану Роналду
- Артем Дзюба
- Марек Гамшик
- Роберт Мак
- Хосе Гая
- Ферран Торрес
- Александр Ісак
- Ремо Фройлер
- Кевін Мбабу
- Джердан Шачірі
- Граніт Джака
- Хакан Чалханоглу
- Олександр Караваєв
- Руслан Маліновський
- Роман Яремчук
- Олександр Зінченко
- Джо Моррелл

## Воротарі
5 сейвів
- Джордан Пікфорд

3 сейви
- Тібо Куртуа
- Джанлуїджі Доннарумма

2 сейви
- Томаш Вацлік
- Мартен Стекеленбург
- Унаї Сімон
- Робін Ульсен

1 сейв
- Даніель Бахманн
- Каспер Шмейхель
- Лукаш Градецький
- Уго Льоріс
- Сальваторе Сірігу
- Руй Патрісіу
- Матвій Сафонов
- Девід Маршалл
- Денні Ворд

## Голи
- Загальна кількість голів: 142 (з них 9 з пенальті).
- Середня кількість голів за матч: 2.78.
- Перший гол на турнірі та перший автогол:  Меріх Демірал автогол на 53-й хвилині матчу Туреччина — Італія.
- Останній гол на турнірі:  Леонардо Бонуччі на 67-й хвилині матчу Італія — Англія.
- Найкращі бомбардири:  Кріштіану Роналду та  Патрік Шик по 5 голів.
- Дублі: 14.
- Перший дубль:  Патрік Шик на 52-й хвилині матчу Шотландія — Чехія.
- Найбільша кількість голів у матчі: Хорватія — Іспанія — 3:5.
- Найбільш результативні збірні:  Італія та  Іспанія — по 13 голів.
- Найменш результативні збірні:  Туреччина,  Фінляндія та  Шотландія  — по 1 голу.
- Найбільша перемога: Словаччина  — Іспанія  — 0:5.
- Пенальті: 17
  - Реалізовані: 9
    - Кріштіану Роналду (3), Мемфіс Депай, Еміль Форсберг, Патрік Шик, Артем Дзюба, Карім Бензема та Ромелу Лукаку.

  - Нереалізовані: 8
    - П'єр-Еміль Гейб'єрг, Гарет Бейл, Езджан Аліоський, Руслан Маліновський, Жерар Морено, Альваро Мората, Рікардо Родрігес та Гаррі Кейн.

Найстарший автор голу: 37 років та 321 день — Горан Пандев капітан збірної Північної Македонії забив у ворота збірної Австрії.
Наймолодший автор голу: 20 років та 353 дні — Міккель Дамсгор гравець збірної Данії  забив у ворота збірної Росії.

## Глядачі
- Загальна кількість глядачів: 1,099,278
- У середньому на матч: 21 554
- Найбільша кількість: 67,173 – Італія — Англія[4]
- Найменша кількість: 5,607 – Хорватія — Чехія[5]

## Перемоги та поразки
- Найбільше перемог: 5 —  Англія,  Італія
- Найменше перемог: 0 —  Угорщина,  Північна Македонія,  Польща,  Шотландія,  Туреччина
- Найбільше поразок: 3 —  Данія,  Північна Македонія,  Туреччина,  Україна
- Найменше поразок: 0 —  Англія,  Франція,  Італія,  Іспанія
- Найменше нічиїх: 0 —  Австрія,  Бельгія,  Данія,  Фінляндія,  Північна Македонія,  Росія,  Словаччина,  Туреччина,  Україна
- Найбільше очок: 9 —  Бельгія,  Італія,  Нідерланди
- Найменше очок: 0 —  Північна Македонія,  Туреччина

## Картки
- Загальна кількість жовтих карток: 151.
- Перша жовта картка:  Чаглар Сьоюнджю на 88-й хвилині матчу Туреччина — Італія.
- Загальна кількість червоних карток: 6.
- Перша червона картка:  Гжегож Крихов'як на 62-й хвилині матчу Польща — Словаччина.
- Найбільша кількість жовтих карток:  Італія — 12.
- Найбільша кількість червоних карток:  Уельс — 2.
- Найменша кількість жовтих карток:  Нідерланди,  Туреччина — 3.

### Арбітри
| Суддя                    | Країна     | І |   |    | П | ЧК                             |
| ------------------------ | ---------- | - | - | -- | - | ------------------------------ |
| Фелікс Брих              | Німеччина  | 5 | 0 | 8  | 0 | Н/Д                            |
| Джюнейт Чакир            | Туреччина  | 3 | 0 | 5  | 1 | Н/Д                            |
| Карлос дель Серро Гранде | Іспанія    | 2 | 0 | 5  | 1 | Н/Д                            |
| Андреас Екберг           | Швеція     | 1 | 0 | 3  | 0 | Н/Д                            |
| Орел Грінфельд           | Ізраїль    | 1 | 0 | 3  | 1 | Н/Д                            |
| Овідіу Гацеган           | Румунія    | 2 | 2 | 5  | 0 | 1 друга жовта, 1 пряма червона |
| Сергій Карасьов          | Росія      | 3 | 1 | 10 | 0 | 1 пряма червона                |
| Іштван Ковач             | Румунія    | 1 | 0 | 4  | 0 | Н/Д                            |
| Бйорн Кейперс            | Нідерланди | 4 | 0 | 16 | 1 | Н/Д                            |
| Данні Маккелі            | Нідерланди | 4 | 0 | 14 | 1 | Н/Д                            |
| Антоніо Матео Лаос       | Іспанія    | 3 | 0 | 6  | 3 | Н/Д                            |
| Майкл Олівер             | Англія     | 3 | 1 | 8  | 0 | 1 пряма червона                |
| Даніеле Орсато           | Італія     | 3 | 1 | 14 | 1 | 1 пряма червона                |
| Фернандо Рапалліні       | Аргентина  | 3 | 0 | 12 | 3 | Н/Д                            |
| Даніель Зіберт           | Німеччина  | 3 | 1 | 8  | 1 | 1 пряма червона                |
| Артур Соареш Діаш        | Португалія | 2 | 0 | 5  | 1 | Н/Д                            |
| Ентоні Тейлор            | Англія     | 3 | 0 | 9  | 1 | Н/Д                            |
| Клеман Тюрпен            | Франція    | 2 | 0 | 6  | 1 | Н/Д                            |
| Славко Винчич            | Словенія   | 3 | 0 | 8  | 1 | Н/Д                            |

## Загальна статистика
| Поз | Команда            | І | В | Н | П | ГЗ | ГП | РГ | О  | Кваліфікація  |
| --- | ------------------ | - | - | - | - | -- | -- | -- | -- | ------------- |
| 1   | Італія             | 7 | 5 | 2 | 0 | 13 | 4  | +9 | 17 | Чемпіон       |
| 2   | Англія             | 7 | 5 | 2 | 0 | 11 | 2  | +9 | 17 | Фіналіст      |
| 3   | Іспанія            | 6 | 2 | 4 | 0 | 13 | 6  | +7 | 10 | Півфінали     |
| 4   | Данія              | 6 | 3 | 0 | 3 | 12 | 7  | +5 | 9  | Півфінали     |
| 5   | Бельгія            | 5 | 4 | 0 | 1 | 9  | 3  | +6 | 12 | Чвертьфінали  |
| 6   | Чехія              | 5 | 2 | 1 | 2 | 6  | 4  | +2 | 7  | Чвертьфінали  |
| 7   | Швейцарія          | 5 | 1 | 3 | 1 | 8  | 9  | −1 | 6  | Чвертьфінали  |
| 8   | Україна            | 5 | 2 | 0 | 3 | 6  | 10 | −4 | 6  | Чвертьфінали  |
| 9   | Нідерланди         | 4 | 3 | 0 | 1 | 8  | 4  | +4 | 9  | 1/8 фіналу    |
| 10  | Швеція             | 4 | 2 | 1 | 1 | 5  | 4  | +1 | 7  | 1/8 фіналу    |
| 11  | Франція            | 4 | 1 | 3 | 0 | 7  | 6  | +1 | 6  | 1/8 фіналу    |
| 12  | Австрія            | 4 | 2 | 0 | 2 | 5  | 5  | 0  | 6  | 1/8 фіналу    |
| 13  | Португалія         | 4 | 1 | 1 | 2 | 7  | 7  | 0  | 4  | 1/8 фіналу    |
| 14  | Хорватія           | 4 | 1 | 1 | 2 | 7  | 8  | −1 | 4  | 1/8 фіналу    |
| 15  | Німеччина          | 4 | 1 | 1 | 2 | 6  | 7  | −1 | 4  | 1/8 фіналу    |
| 16  | Уельс              | 4 | 1 | 1 | 2 | 3  | 6  | −3 | 4  | 1/8 фіналу    |
| 17  | Фінляндія          | 3 | 1 | 0 | 2 | 1  | 3  | −2 | 3  | Груповий етап |
| 18  | Росія              | 3 | 1 | 0 | 2 | 2  | 7  | −5 | 3  | Груповий етап |
| 19  | Словаччина         | 3 | 1 | 0 | 2 | 2  | 7  | −5 | 3  | Груповий етап |
| 20  | Угорщина           | 3 | 0 | 2 | 1 | 3  | 6  | −3 | 2  | Груповий етап |
| 21  | Польща             | 3 | 0 | 1 | 2 | 4  | 6  | −2 | 1  | Груповий етап |
| 22  | Шотландія          | 3 | 0 | 1 | 2 | 1  | 5  | −4 | 1  | Груповий етап |
| 23  | Північна Македонія | 3 | 0 | 0 | 3 | 2  | 8  | −6 | 0  | Груповий етап |
| 24  | Туреччина          | 3 | 0 | 0 | 3 | 1  | 8  | −7 | 0  | Груповий етап |

1. 1 2  Росія:5, Словаччина:6